# Ableton Live
Ableton Live — програмне забезпечення для музикантів та діджеїв, засноване на техніці звукових петель. Програма має два режими — для створення музики в класичному студійному режимі («Arrangement View»), та реальному часі («Session View»).  
У режимі «Arrangement» створення композиції відбувається класичним шляхом створення міді- і аудіокліпів, поступово просуваючись за шкалою часу вперед (аналогічно Cubase, Logic, Sonar). Режим «Session» дозволяє не лише зводити два треки та відтворювати кліпи в довільному порядку, а й створювати цілу композицію з нуля, імпровізуючи в режимі реального часу, що суттєво відрізняє програму від інших, адже дає змогу виступати наживо.
Ableton Live підтримує технології ASIO, Core Audio, VST, Audio Units і ReWire, а також читає аудіо формати WAV, AIFF, FLAC, Ogg, MP3 та MPEG-4. Ableton 10 має 15 власних інструментів, 55 аудіоефектів та 17 мідіефектів.

## Історія
| Версія   | Випущено          |
| -------- | ----------------- |
| Live 1.0 | 30 жовтня 2001    |
| Live 2.0 | 22 грудня 2002    |
| Live 3   | 10 жовтня 2003    |
| Live 4   | 28 липня 2004     |
| Live 5   | 24 липня 2005     |
| Live 6   | 29 вересня 2006   |
| Live 7   | 29 листопада 2007 |
| Live 8   | 2 квітня 2009     |
| Live 9   | 5 березня 2013    |
| Live 10  | 6 лютого 2018     |
| Live 11  | 23 лютого 2021    |

Співзасновники Ableton Герхард Белес, Роберт Генке та Бернд Роггендорф розробили Live на основі домашнього програмного забезпечення, яке створили Белес та Хенке, щоб полегшити їхні музичні виступи як проєкт Monolake в середині 1990-х. Першу версію Live, створену на C ++, вони випустили в 2001 році у Німеччині. Ця версія була орієнтована на роботу зі звуковими петлями. Починаючи з версії Live 4 (2004) Abletone підтримує запис та редагування MIDI.

## Інструменти
Версія Live Intro має лише 4 інструменти  (Impulse, Simpler, Instrument Rack, і Drum Rack). Live Standard додатково включає External Instrument, що надає можливість користувачам придбати додаткові інструменти. Live Suite includes включає усі інструменти:
- Analog - симулює аналоговий синтезатор.
- Bass - симулює аналоговий синтезатор басової лінії.
- Collision - синтезування ударних з визначеною висотою звуку на основі фізичного моделювання.
- Drift - субстрактивний синтезатр з функційністю MIDI Polyphonic Expression.
- Drum Rack - семплер барабанів. Семпли перетягують з барабанної стійки (rack) і інтерпретуються як MIDI-події.
- Drum Synths - 8 пристроїв для синтезування звуків ударних.
- Electric - електричне піаніно.
- Impulse - інструмент створення барабанів, який дозволяє користувачеві визначити набір до восьми звуків ударних, кожен на основі одного семплу. Існує ряд доступних ефектів, таких як базове вирівнювання, атака, затухання, зсув висоти тону тощо. Ритмічний малюнок створюється як MIDI-послідовність.
- Instrument Rack - дозволяє користувачеві комбінувати різні інструменти і ефекти, створюючи багатошарові звуки.
- Operator - FM синтезатор.
- Poli - віртуальний синтезатор, що поєднує субстрактивний синтез та фізичне моделювання звуку.
- Sampler - семплер.
- Simpler - базовий семплер інструмент з можливістю застосувати прості ефекти та обвідні, звуковисотний зсув за допомогою Гранульного синтезу.
- Tension - синтезатор струнних на основі фізичного моделювання.
- Wavetable - синтезатор на основі двох генераторів і модуляторів.

Ableton також пропонує вибір додаткових звукових бібліотек Add-on Sample Packs, серед яких:
- Session Drums - семпли ударної установки.
- Latin Percussion - семпли латиноамериканських ударних.
- Essential Instruments Collection - колекція різних акустичних та електричних інструментів.
- Orchestral Instrument Collection - 4 колекції оркестрових інструментів.